# البطولة الأوروبية للسباحة التابعة للجنة البارالمبية الدولية 2014
أقيمت البطولة الأوروبية للسباحة التابعة للجنة البارالمبية الدولية 2014 في آيندهوفن بهولندا، من 4 إلى 10 أغسطس. وهي بطولة دولية للسباحة خاصة بالرياضيين ذوي الاحتياجات الخاصة، تُنظمها اللجنة البارالمبية الدولية (IPC). شارك فيها حوالي 375 رياضيًا من 35 دولة مُختلفة. أُقيمت المنافسات في ملعب بيتر فان دن هوغنباند للسباحة الذي استضاف أيضًا بطولة العالم للسباحة التابعة للجنة البارالمبية الدولية 2010.

## المكان
نُظمت البطولة في ملعب بيتر فان دن هوغنباند للسباحة الواقع في جنوب أيندهوفن. يحتوي المجمع على ثلاثة أحواض سباحة في الهواء الطلق، جُدّدت جميعها قبل فترة وجيزة من تنظيم البطولة.

## التغطية
كما هو الحال مع بطولة العالم للسباحة التابعة للجنة البارالمبية الدولية 2013، ستواصل اللجنة البارالمبية الدولية عرض البث المباشر للنهائيات على موقع بارالمبيك سبورت. تي في. أما في المملكة المتحدة، استمرت القناة الرابعة البريطانية في دعم الرياضة البارالمبية من خلال تقديم بث مُباشر على موقعها مع التعليق أثناء المنافسات والبث المباشر يوميًا على قناتها الشقيقة مور 4.

## المسابقات

### التصنيف

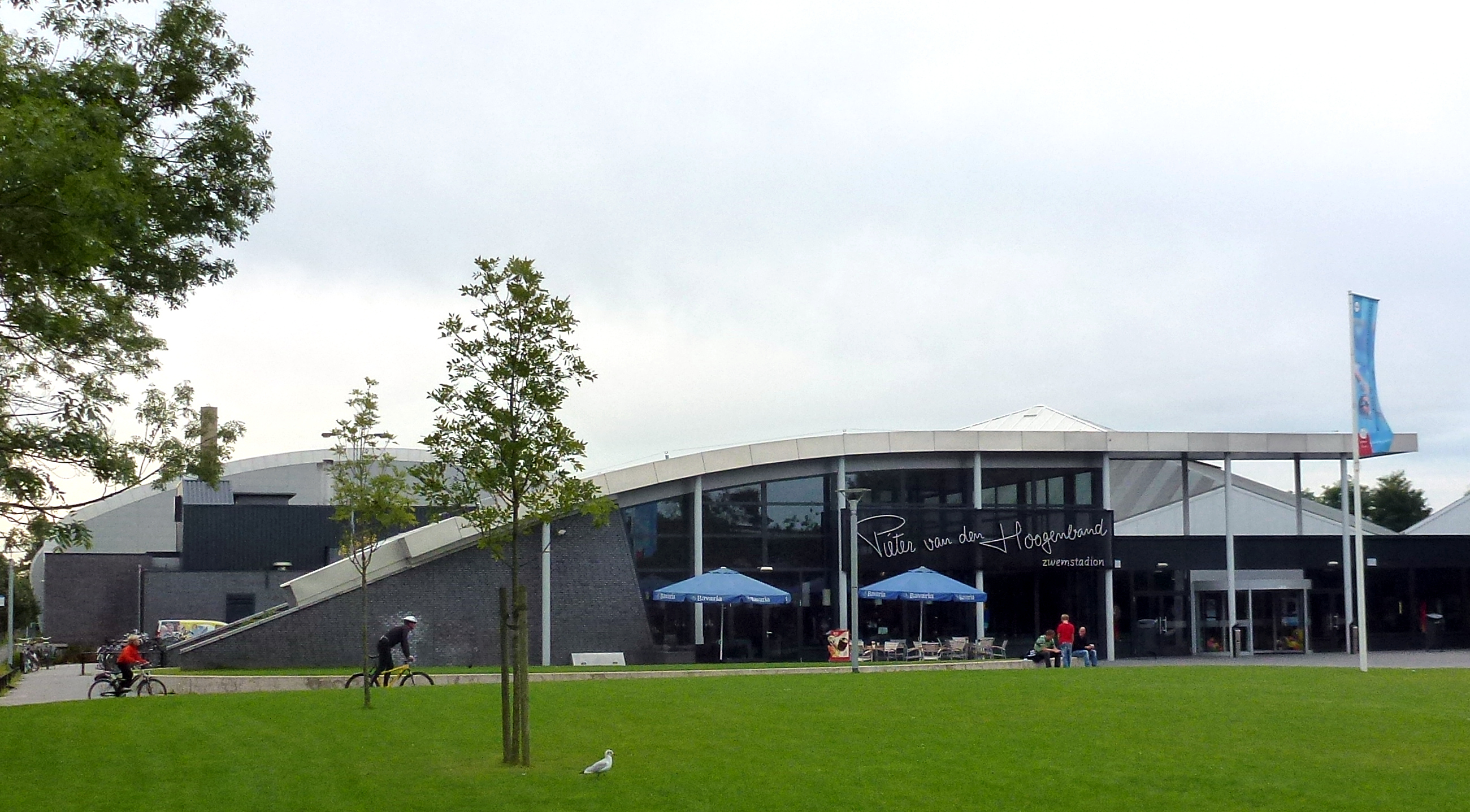
ملعب بيتر فان دن هوغنباند زويمستاديون في عام 2012

يُصنف الرياضيين في كل مسابقة بناءً على إعاقتهم، وذلك بهدف ضمان تنافس عادل بين الرياضيين الذين يمتلكون قدرات مشابهة. التصنيفات الخاصة بالسباحة هي:
- ضعف البصر
  - س11-س13
- الإعاقة الذهنية
  - س14
- إعاقات أخرى
  - S1-S10 (سباحة حرة وظهر وفراشة)
  - SB1-SB9 (سباحة الصدر)
  - SM1-SM10 (مزيج فردي)

تتراوح التصنيفات من S1 (إعاقة شديدة) إلى S10 (إعاقة طفيفة) للرياضيين ذوي الإعاقات الجسدية، ومن S11 (مكفوفون كليًا) إلى S13 (مكفوفون قانونيًا) للرياضيين ضعاف البصر. يجب على الرياضيين المكفوفين استخدام نظارات معتمة.

### الجدول الزمني
|  | نهائيات |

| التاريخ →               | التاريخ →        | 4 أغسطس        | 5 أغسطس        | 6 أغسطس                | 7 أغسطس     | 8 أغسطس   | 9 أغسطس        | 10 أغسطس |
| ----------------------- | ---------------- | -------------- | -------------- | ---------------------- | ----------- | --------- | -------------- | -------- |
| 50 متر سباحة حرة        | الرجال التفاصيل  | S10 S9         | S1 S3 S2 S4 S7 | S6                     | S13 S11 S12 |           | S5             | S8       |
| 50 متر سباحة حرة        | السيدات التفاصيل | S9 S10         | S4 S7          | S6                     | S11 S12 S13 |           | S5             | S8       |
| 100 متر سباحة حرة       | الرجال التفاصيل  | S1 S2 S3 S4 S5 |                | S9                     |             | S7 S6     | S11 S13 S8 S12 | S10      |
| 100 متر سباحة حرة       | السيدات التفاصيل | S5 S4          |                | S9                     |             | S7 S6     | S8 S11 S12 S13 | S10      |
| 200 متر سباحة حرة       | الرجال التفاصيل  |                |                | S3 S2                  |             | S4 S14 S5 |                |          |
| 200 متر سباحة حرة       | السيدات التفاصيل |                |                | S4                     |             | S5 S14    |                |          |
| 400 متر سباحة حرة       | الرجال التفاصيل  | S6 S7          | S8 S9          |                        | S10         |           |                | S12      |
| 400 متر سباحة حرة       | السيدات التفاصيل | S6 S7          | S8 S9          |                        | S10         |           |                | S13 S12  |
| 50 متر سباحة على الظهر  | الربال التفاصيل  |                |                |                        |             | S1 S2 S3  |                | S4 S5    |
| 50 متر سباحة على الظهر  | السيدات التفاصيل |                |                |                        |             | S2        |                | S4 S5    |
| 100 متر سباحة على الظهر | الرجال التفاصيل  | S14 S8         | S11 S12        |                        | S2 S7       |           | S6 S9 S10      |          |
| 100 متر سباحة على الظهر | السيدات التفاصيل | S14 S8         | S11 S12 S13    |                        | S2 S7       |           | S9 S10 S6      |          |
| 50 متر سباحة الصدر      | الرجال التفاصيل  |                |                |                        |             |           |                | SB3      |
| 50 متر سباحة الصدر      | السيدات التفاصيل |                |                |                        |             |           |                | SB2 SB3  |
| 100 متر سباحة الصدر     | الرجال التفاصيل  | SB11 SB12      | SB4 SB5        | SB9 SB14               | SB8         | SB7       |                | SB6      |
| 100 متر سباحة الصدر     | السيدات التفاصيل | SB11 SB12 SB13 | SB4 SB5        | SB9 SB14               | SB8         | SB7       |                | SB6      |
| 50 متر سباحة فراشة      | الرجال التفاصيل  |                | S6             | S5                     |             |           | S7             |          |
| 50 متر سباحة فراشة      | السيدات التفاصيل |                | S6             | S5                     |             |           | S7             |          |
| 100 متر سباحة فراشة     | الرجال التفاصيل  |                | S10            | S8                     |             | S12       |                | S9       |
| 100 متر سباحة فراشة     | السيدات التفاصيل |                | S10            | S8                     |             | S12       |                | S9       |
| 150 متر متنوع           | الرجال التفاصيل  |                |                |                        |             |           | SM3 SM4        |          |
| 150 متر متنوع           | السيدات التفاصيل |                |                |                        |             |           | SM4            |          |
| 200 متر متنوع           | الرجال التفاصيل  |                |                | SM11 SM8 SM7 SM12      | SM5 SM6     | SM10 SM9  |                | SM14     |
| 200 متر متنوع           | السيدات التفاصيل |                |                | SM7 SM11 SM12 SM13 SM8 | SM5 SM6     | SM10 SM9  |                | SM14     |
| 4×50 م تتابع حر         | الرجال التفاصيل  |                |                |                        | 20 pts      |           |                |          |
| 4×50 م تتابع حر         | السيدات التفاصيل |                |                |                        | 20 pts      |           |                |          |
| 4×50 م تتابع حر         | مختلط التفاصيل   |                | 20 pts         |                        |             |           |                |          |
| 4×50 م تتابع متنوع      | الرجال التفاصيل  |                |                |                        |             | 20 pts    |                |          |
| 4×50 م تتابع متنوع      | السيدات التفاصيل |                |                |                        |             | 20 pts    |                |          |
| 4 × 100 متر تتابع حر    | الرجال التفاصيل  |                |                |                        |             |           | 34 pts         |          |
| 4 × 100 متر تتابع حر    | السيدات التفاصيل |                |                |                        |             |           | 34 pts         |          |
| 4 × 100 م تتابع متنوع   | الرجال التفاصيل  |                |                |                        |             |           |                | 34 pts   |
| 4 × 100 م تتابع متنوع   | السيدات التفاصيل |                |                |                        |             |           |                | 34 pts   |

## جدول الميداليات
*   البلد المضيف ( هولندا)
| المرتبة | فريق            | ذهبية | فضية | برونزية | المجموع |
| ------- | --------------- | ----- | ---- | ------- | ------- |
| 1       | أوكرانيا        | 37    | 29   | 28      | 94      |
| 2       | روسيا           | 34    | 32   | 29      | 95      |
| 3       | بريطانيا العظمى | 30    | 27   | 16      | 73      |
| 4       | إسبانيا         | 15    | 19   | 14      | 48      |
| 5       | إيطاليا         | 11    | 2    | 6       | 19      |
| 6       | هولندا*         | 9     | 11   | 5       | 25      |
| 7       | ألمانيا         | 6     | 8    | 10      | 24      |
| 8       | النرويج         | 4     | 5    | 3       | 12      |
| 9       | السويد          | 3     | 1    | 4       | 8       |
| 10      | فرنسا           | 3     | 1    | 3       | 7       |
| 11      | بولندا          | 2     | 4    | 6       | 12      |
| 12      | الدنمارك        | 2     | 1    | 4       | 7       |
| 13      | بيلاروس         | 2     | 1    | 1       | 4       |
| 14      | أذربيجان        | 1     | 2    | 2       | 5       |
| 15      | جمهورية التشيك  | 1     | 1    | 0       | 2       |
| 16      | آيسلندا         | 1     | 0    | 1       | 2       |
| 17      | قبرص            | 1     | 0    | 0       | 1       |
| 18      | إسرائيل         | 0     | 5    | 2       | 7       |
| 19      | المجر           | 0     | 4    | 6       | 10      |
| 20      | اليونان         | 0     | 3    | 11      | 14      |
| 21      | إستونيا         | 0     | 2    | 1       | 3       |
| 22      | كرواتيا         | 0     | 1    | 1       | 2       |
| 23      | فنلندا          | 0     | 1    | 0       | 1       |
| 23      | النمسا          | 0     | 1    | 0       | 1       |
| 23      | تركيا           | 0     | 1    | 0       | 1       |
| 26      | أيرلندا         | 0     | 0    | 2       | 2       |
| 27      | بلجيكا          | 0     | 0    | 1       | 1       |
| 27      | سلوفاكيا        | 0     | 0    | 1       | 1       |
| 27      | البرتغال        | 0     | 0    | 1       | 1       |
| المجموع | المجموع         | 162   | 162  | 158     | 482     |

### حائزون على ميداليات متعددة
فاز العديد من المتسابقين بعدة ميداليات في بطولة 2014. الرياضيون التاليون حققوا خمس ميداليات ذهبية أو أكثر.
| الاسم             | البلد           | الميدالية                                                           | المسابقات |
| ----------------- | --------------- | ------------------------------------------------------------------- | --- |
| ايفجيني بوغودايكو | أوكرانيا        | ذهبية · ذهبية · ذهبية · ذهبية · ذهبية · ذهبية · ذهبية · فضية · فضية | 50 متر سباحة حرة - S7 100 متر سباحة حرة - S7 100 متر سباحة الصدر - SB6 200 متر متنوع - SM7 100 متر سباحة فراشة - S3 تتابع متنوع 4×50 متر رجال 20 نقطة 4x50 متر تتابع حر 20 نقطة 100 متر سباحة ظهر - S7 4 × 100 متر تتابع حر 34 نقطة |
| دميترو فينوراديتس | أوكرانيا        | ذهبية · ذهبية · ذهبية · ذهبية · ذهبية · ذهبية · ذهبية · فضية        | 50 متر سباحة حرة - S3 100 متر سباحة حرة - S3 200 متر سباحة حرة - S3 150 متر متنوع - SM3 50 متر سباحة الظهر - S3 تتابع متنوع 4×50 متر رجال 20 نقطة 4x50 متر تتابع حر 20 نقطة تتابع مختلط 4 × 50 متر حرة 20 نقطة                      |
| ستيفانيا سلاتر    | بريطانيا العظمى | ذهبية · ذهبية · ذهبية · ذهبية · ذهبية · ذهبية · ذهبية ·             | 50 متر سباحة حرة - S8 100 متر سباحة حرة - S8 200 متر متنوع - S8 50 متر سباحة فراشة - S8 100 متر سباحة على ظهر S8 4 × 100 متر تتابع حر 34 نقطة 4 × 100 متر تتابع متنوع 34 نقطة                                                       |
| سوزانا رودجرز     | بريطانيا العظمى | ذهبية · ذهبية · ذهبية · ذهبية · ذهبية · فضية ·                      | 50 متر سباحة حرة - S7 100 متر سباحة حرة - S7 400 متر سباحة حرة - S7 50 متر سباحة فراشة - S7 4 × 100 متر تتابع حر 34 نقطة 100 متر سباحة ظهر S7                                                                                       |
| داريا ستوكالوفا   | روسيا           | ذهبية · ذهبية · ذهبية · ذهبية · ذهبية · فضية ·                      | 50 متر سباحة حرة - S12 100 متر سباحة حرة - S12 400 م سباحة حرة - S12 200 متر متنوع - SM12 100 متر سباحة فراشة - S12 100 متر سباحة على ظهر - S12                                                                                     |

## أبرز الأحداث

### اليوم الأول (4 أغسطس)
أنهت أوكرانيا اليوم الأول من البطولة في صدارة جدول الميداليات برصيد ست ميداليات ذهبية. وكان الرقم القياسي الأول في اليوم من نصيب سمر مورتيمر التي حطمت الرقم القياسي الأوروبي في سباق 50 متر سباحة حرة للسيدات في فئة S10. كانت هذه أول بطولة دولية كبرى تشارك فيها مورتمير منذ انتقالها إلى المنتخب الهولندي بعد مسيرة ناجحة كسباحة كندية. كما سجلت الألمانية إيلينا كراوزو رقمًا قياسيًا أوروبيًا جديدًا عندما فازت بسباق 100 متر سباحة على الظهر SB13 للسيدات. بالإضافة إلى ذلك، تمكنت سارا غاسكون مورينو من إسبانيا من تحسين زمنها في سباق 50 متر سباحة حرة S9، حيث كان زمنها الجديد أقل بمئة من الثانية مقارنةً برقمها القياسي الأوروبي السابق. وبهذا الزمن الجديد، عادلَت الرقم القياسي العالمي الذي سجله ناتالي دو تويت من جنوب أفريقيا، في سباق 50 متر حر S9، وذلك في آخر سباق لجلسة الصباح.
في الفترة بعد الظهر، واصلت الأرقام القياسية الانهيار. حيث حطم الهولندي مارك إيفرز الرقم القياسي العالمي الذي سجله في بطولة العالم العام الماضي في مونتريال، عندما فاز بنهائي سباق 100 متر سباحة على الظهر للفئة S14. كما سجل أوليكسي فيدينا من أوكرانيا رقمًا قياسيًا عالميًا جديدًا في سباق 100 متر صدر SB12، محطمًا الرقم القديم لأولادزيمير إيزوتاو بفارق يقارب الثانيتين، متفوقًا على البيلاروسي الذي حل في المركز الثاني. و في السباق التالي مباشرةً، سجل زميله الأوكراني سيرهي بالامارتشوك رقمًا قياسيًا أوروبيًا في سباق 100 متر حر S2. قبل نهاية اليوم، سُجل رقمين قياسيين أوروبيين جديدين، وكلاهما في سباق 50 متر سباحة حرة. حيث حقق حقق ديمتري غريغوريف من روسيا رقمًا قياسيًا في فئة S10 للرجال، بينما حطمت سمر مورتيمر رقمها القياسي الذي سجلته في جلسة الصباح في فئة S10 للسيدات.

### اليوم الثاني (5 أغسطس)
فاز أوليفر هايند من بريطانيا بأول ميدالية في اليوم، في سباق 400 متر سباحة حرة فئة S8 للرجال. كما حصل زملاءه في الفريق على أربع ميداليات ذهبية أخرى في ذات اليوم، وهو مجموع لم يتفوق عليه سوى أوكرانيا، التي فازت بست ميداليات ذهبية أخرى لتضاعف حصيلتها. وشملت النجاحات الأخرى في المسابقات الصباحية حصول أمالي فينثر على أول ميدالية لدنمارك في البطولة، بفوزها بسباق 400 متر سباحة حرة للسيدات S8. كما حقق الإيطاليون نجاحًا مزدوجًا مع ميداليات ذهبية لكل من فدريكو موراتشي (400 متر سباحة حرة S9 للرجال) وسيسيليا كاميليني (100 متر سباحة على الظهر S11 للسيدات).
واصلت الأرقام القياسية سقوطها في اليوم الثاني حيث حقق ديمتري كوكاريف من روسيا رقمًا قياسيًا عالميًا جديدًا في سباق 50 متر سباحة حرة فئة S2 للرجال بزمن قدره 58.43 ثانية، ليصبح أول أوروبي يسبح في أقل من دقيقة في هذه الفئة. وفي سباق 50 متر سباحة حرة للسيدات فئة S4، ضمنت الإيطالية أرجولا تريمي الميدالية الذهبية الثالثة لبلادها ذلك اليوم. وفي نفس السباق، حققت أولغا سفيديرسكا من أوكرانيا، التي لم تتمكن من المنافسة في تصنيفها بسبب غياب سباق S3، رقمًا قياسيًا عالميًا جديدًا في فئتها عندما حصلت على الميدالية البرونزية. في السباقات الثلاثة الأخيرة من اليوم، سُجل رقمان قياسيان أوروبيان. سجل دميتري غريغوريف رقمه القياسي الأوروبي الثاني في الألعاب بزمن قدره 56.84 ثانية في سباق 100 متر فراشة للرجال فئة S10، تلاه مباشرةً في السباق التالي الرياضية البولندية البالغة من العمر 17 عامًا أوليفيا جابلونسكا التي حققت أيضًا رقمًا قياسيًا أوروبيًا في سباق السيدات في نفس الفئة S10.

### اليوم الثالث (6 أغسطس)
بدأت الفترة الصباحية في اليوم الثالث بتحقيق رقم قياسي عالمي جديد في النهائي الأول؛ حيث حصلت البريطانية ستيفاني سلاتر على ثاني ميدالية ذهبية لها في البطولة، بعد أن حطمت رقم جيسيكا لونغ في سباق 100 متر فراشة S8 بفارق أكثر من ثانية. حصلت الدولة المضيفة على الميدالية الذهبية الثالثة لها في البطولة عندما حطمت شانتال زيدرفيلد الرقم القياسي الأوروبي في سباق 100 متر فراشة للسيدات فئة S8. واصلت أوكرانيا أدائها القوي في البطولة، حيث فاز دميتري فينوراديتس بالميدالية الذهبية الثالثة في سباق 200 متر سباحة حرة الفئة الثالثة. فازت روسيا بثلاث ميداليات ذهبية أخرى لتكمل أول فوز لها في الألعاب، عندما حصل بافيل بولتافتسيف وديمتري جريجوريف وديمتري بارتاسينسكي على الميداليات الذهبية والفضية والبرونزية في سباق 100 متر سباحة صدرية SB9 .
في جلسة بعد الظهر، بدأت روسيا بتحقيق رابع وأخير ميدالية ذهبية لها في اليوم، حيث كسر ديمتري كوكاريف الرقم القياسي العالمي في سباق 200 متر سباحة حرة فئة S2. وتوالت الأرقام القياسية، إذ سجلت ميشيل ألونسو موراليس من إسبانيا رقمًا قياسيًا جديدًا في سباق 100 متر سباحة صدر SB14، محطمة رقمها السابق الذي حققته قبل عامين في دورة الألعاب البارالمبية بلندن. أضافت كل من إيطاليا وأوكرانيا ميداليتين ذهبيتين أخريين، حيث فازت أرغولا تريمي في سباق 200 متر سباحة حرة S4 وفدريكو موراتشي في نفس السباق S9 لإيطاليا، بينما حققت إيلزافيتا ميريشكوا (50 متر سباحة حرة S6) وييفهيني بوغودايكو (200 متر فردي متنوع SM12) ميداليتين لأوكرانيا. وانتهى اليوم كما بدأ بنجاح لبريطانيا مع فوز ستيفاني سلاتر بسباق 200 متر فردي متنوعة SM8. احتلت بريطانيا المركز الأول باعتبارها الدولة الأكثر نجاحًا في ذلك اليوم بحصولها على خمس ذهبيات إجمالاً، بما في ذلك رقم قياسي أوروبي جديد لأندرو مولين في سباق 50 متر فراشة S5.

## الدول المشاركة
وفيما يلي قائمة الدول التي وافقت على المشاركة في البطولة وعدد الأماكن المطلوبة للرياضيين في كل منها.
- النمسا (2)
- أذربيجان (2)
- بيلاروس (4)
- بلجيكا (5)
- كرواتيا (9)
- قبرص (1)
- جمهورية التشيك (3)
- الدنمارك (6)
- إستونيا (7)
- فنلندا (4)
- فرنسا (9)
- ألمانيا (19)
- بريطانيا العظمى (30)
- اليونان (21)
- المجر (16)
- آيسلندا (4)
- جمهورية أيرلندا (5)
- إسرائيل (8)
- إيطاليا (15)
- لاتفيا (1)
- ليتوانيا (3)
- مالطا (3)
- هولندا (16)
- النرويج (9)
- بولندا (17)
- البرتغال (10)
- رومانيا (2)
- روسيا (51)
- صربيا (1)
- سلوفينيا (2)
- سلوفاكيا (4)
- إسبانيا (23)
- السويد (7)
- سويسرا (1)
- تركيا (6)
- أوكرانيا (51)

## الروابط الخارجية
- الموقع الرسمي